# Leite Moça
Leite Moça é uma marca de leite condensado pertencente à Nestlé. Também é chamada de La Lechera (países de língua hispânica) e Milkmaid (língua inglesa). A marca tem bastante popularidade no Brasil, onde seu nome virou sinônimo do produto.
O produto era oferecido inicialmente como uma alternativa ao leite fresco, pois era mais fácil de transportar. Ao longo do tempo, passou a ter um uso maior na culinária no preparo de doces e sobremesas.
Em Portugal, a marca é chamada de Leite Condensado Nestlé.

## História

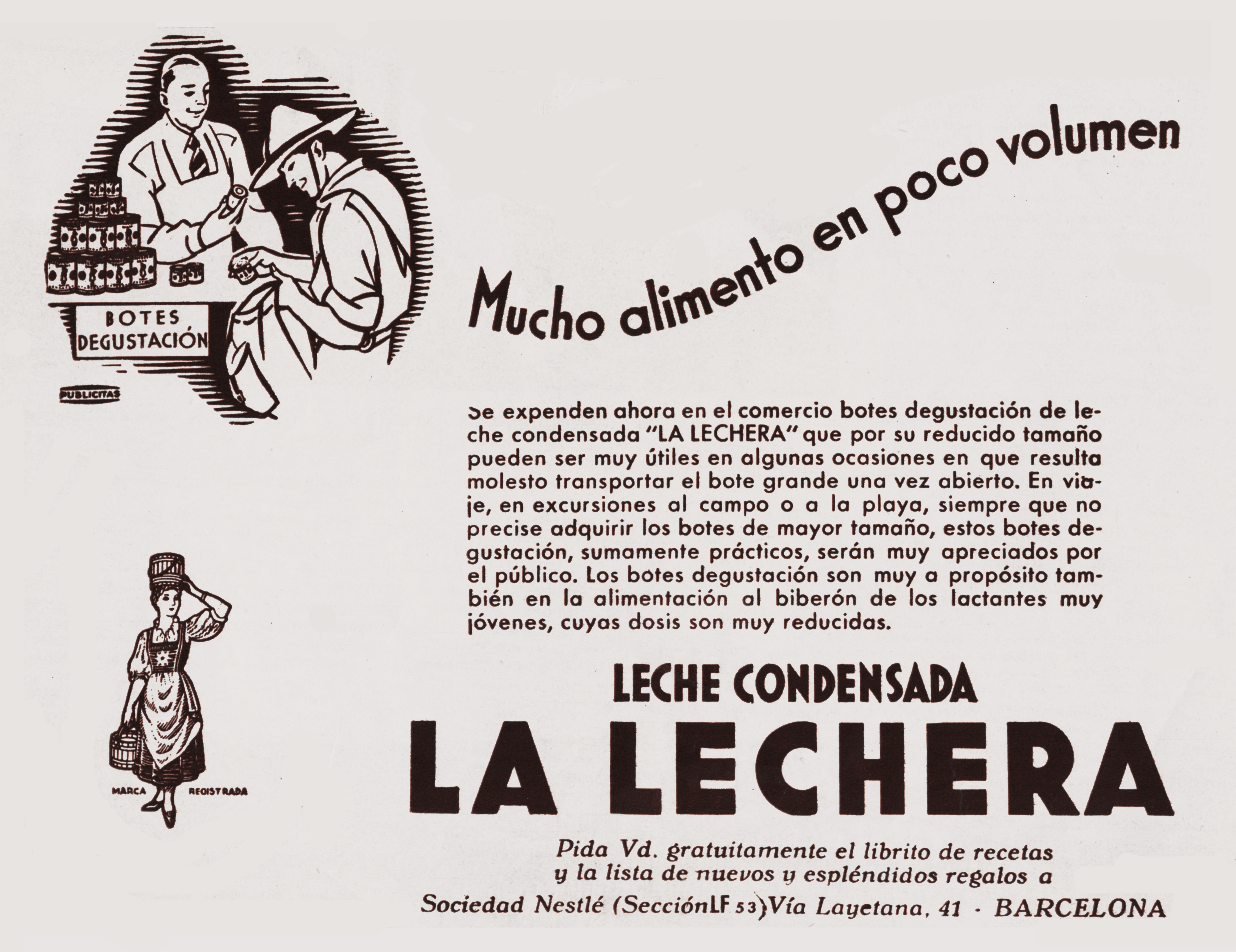
Um anúncio de La Lechera publicado na Espanha em 1935

A história da marca tem início em 1866, quando os irmãos Charles e George Page abriram a primeira condensadora de leite da Europa na Suíça. Eles a chamaram de Anglo-Swiss Condensed Milk Company, lançando a marca Milkmaid com a famosa imagem da moça leiteira europeia. Em 1870, a Nestlé lançou a marca Nestlé Condensed Swiss Milk, que não conseguia competir com a Milkmaid. As duas empresas suíças se fundiram em 1905.

### Expansão
A Milkmaid se expandiu rapidamente pela Europa e colônias. Em 1868, foram vendidas  374.000 caixas dela na Grã-Bretanha e suas colônias, fazendo com que a marca se tornasse popular no subcontinente indiano. Na Birmânia, as latas de Milkmaid se tornaram padrão para a pesagem de arroz.
No Brasil, a marca desembarcou em 1890, de maneira importada. Em 22 de janeiro daquele ano, o jornal O Estado de S. Paulo publicou um anúncio sobre a venda em drogarias da Condensed Milk - Milkmaid brand.
Em 1921, a marca passou a ter fabricação própria, em Araras, no interior de São Paulo, inaugurando também a presença da marca na América Latina. Devido à dificuldade em chamar a marca pelo nome em inglês, o público a denominava como o "leite da mocinha", por causa da ilustração da camponesa leiteira. Por volta da década de 1930, a Nestlé passou a adotar o nome Moça para o público brasileiro.
Na América Latina e em outros países de língua hispânica, o produto é chamado de La Lechera. A marca passou a ser fabricada na Espanha em 1910, em La Penilla. Na Colômbia, os produtos chegavam via Panamá em 1922.

### Uso culinário
A princípio, o leite condensado era usado como bebida, já que o leite comum não podia ser armazenado por muito tempo à época. Bastava misturar com água para que o produto se tornasse um leite integral já adoçado. Era fácil de ser transportado e podia ser armazenado por muito tempo, podendo ser consumido nos períodos de desabastecimento de leite. Isso também fazia o produto ser popular no contexto das guerras.
Com a popularização da geladeira e o fim da Segunda Guerra Mundial, o produto ganhou novos usos na culinária. A Nestlé, em 1955, passou a indicar o leite condensado para uso culinário no preparo de bolos, tortas, pudins e outros doces. Em 1962, receitas começaram a aparecer no rótulo.
Em 1988, chegava a linha Moça Fiesta para o preparo de doces prontos para o consumo, como brigadeiro e beijinho. Já em 1998, era lançada uma versão com menos teor de gordura.